# Conus nivalis
Conus nivalis é uma espécie de gastrópode do gênero Conus, pertencente a família Conidae.